# Telipogon ballesteroi
Telipogon ballesteroi är en orkidéart som beskrevs av Dodson och Rodrigo Escobar. Telipogon ballesteroi ingår i släktet Telipogon och familjen orkidéer.
Artens utbredningsområde är Costa Rica. Inga underarter finns listade i Catalogue of Life.